# Alianza universitaria UETW
Los Centro de la Unión Europea en Taiwán (UETW) es una alianza universitaria en Taiwán, financiada por la Comisión Europea, fundada por la Universidad Nacional de Taiwán (NTU). Su sede también se encuentra en NTU.

## Historia
Desde 1998, la Unión Europea (UE) comenzó a establecer Centros de la Unión Europea (variaciones de nombre) en prestigiosas universidades de países desarrollados de todo el mundo. A partir de 2016, existen 32 centros de este tipo en todo el mundo, como Estados Unidos, Canadá, Japón, Corea, Australia, Rusia, Nueva Zelanda, Taiwán y Singapur.
2008: El consorcio del Centro de la Unión Europea en Taiwán (UETW) consta de siete universidades taiwanesas más completas / de internacionalización, la Universidad Nacional de Taiwán (NTU) firmó el Gran Acuerdo con la Comisión Europea.
2009: Se fundó la Alianza universitaria UETW.

## Miembros

### Área metropolitana de Taipéi
1. Universidad Nacional de Taiwán
2. Universidad Nacional Chengchi
3. Universidad Católica Fu Jen
4. Universidad de Tamkang

### Otras áreas
1. Universidad Nacional Chung Hsing
2. Universidad Nacional Sun Yat-sen
3. Universidad Nacional Dong Hwa